# Portsmouth Football Club 1948-1949
Questa voce raccoglie le informazioni riguardanti il Portsmouth Football Club nelle competizioni ufficiali della stagione 1948-1949.

## Maglie e sponsor
| Manica sinistra · Maglietta · Maglietta · Manica destra · Pantaloncini · Calzettoni |

## Rosa
| N. |                             | Ruolo | Calciatore            |
| -- | --------------------------- | ----- | --------------------- |
|    | Inghilterra (bandiera)      | P     | Ernie Butler          |
|    | Irlanda del Nord (bandiera) | D     | Gerry Bowler          |
|    | Inghilterra (bandiera)      | D     | Harry Ferrier         |
|    | Inghilterra (bandiera)      | D     | Billy Hindmarsh       |
|    | Inghilterra (bandiera)      | D     | Phil Rookes           |
|    | Inghilterra (bandiera)      | D     | Jasper Yeuell         |
|    | Giamaica (bandiera)         | C     | Lindy Delapenha       |
|    | Inghilterra (bandiera)      | C     | Jimmy Dickinson       |
|    | Inghilterra (bandiera)      | C     | Reg Flewin (capitano) |

| N. |                        | Ruolo | Calciatore    |
| -- | ---------------------- | ----- | ------------- |
|    | Inghilterra (bandiera) | C     | Jack Froggatt |
|    | Inghilterra (bandiera) | C     | Peter Harris  |
|    | Inghilterra (bandiera) | C     | Cliff Parker  |
|    | Scozia (bandiera)      | C     | Jimmy Scoular |
|    | Scozia (bandiera)      | C     | Bill Thompson |
|    | Inghilterra (bandiera) | A     | Bert Barlow   |
|    | Inghilterra (bandiera) | A     | Ike Clarke    |
|    | Inghilterra (bandiera) | A     | Len Phillips  |
|    | Scozia (bandiera)      | A     | Duggie Reid   |